# Taghut
Taghut (ar. طاغوت, ṭāġūt. Plusieurs : Ṭawāġīt. Au sens large : « aller au-delà de la mesure » ou désignant une « hauteur » ou un « sommet » de ṭāġiyah طاغية lit. tyran) est une terminologie islamique désignant un centre de culte autre que Dieu. Dans la théologie traditionnelle, le terme évoque souvent des idoles ou des satans attirés par le sang des sacrifices païens. Dans les temps modernes, le terme est également appliqué au pouvoir tyrannique terrestre, comme l'implique le verset 60 de la sourate An-Nisa. Le philosophe islamique moderne Abul A'la Maududi définit le taghut dans son commentaire coranique comme une créature qui non seulement se rebelle contre Dieu, mais transgresse sa volonté. En raison de ces associations, ces derniers temps, le terme peut désigner toute personne ou tout groupe accusé d'être anti-islamique et un agent de l'impérialisme culturel occidental. Le terme a été introduit dans le discours politique moderne depuis l'utilisation de l'ayatollah Ruhollah Khomeini pendant la Révolution iranienne de 1979, à travers des accusations portées à la fois par et contre Khomeini.

## Étymologie
La plupart des orientalistes prennent le mot comme dérivé de l'amlaka gebt éthiopien qui signifie un dieu étrange et étranger, interprété par Muhammad comme faisant référence à une idole ou à une fausse divinité.
Sinon, le mot arabe ṭāġūt est considéré comme dérivé de la racine verbale arabe à trois lettres de ط-غ-ت T - G - T qui signifie «franchir les limites, dépasser les frontières» ou «se rebeller». De là, Taghut désigne celui qui dépasse ses limites.

## Dans le Coran
Le terme taghut apparaît huit fois dans le Coran. Dans l'Arabie préislamique faisant référence aux divinités païennes telles qu'Al-Lat et Al-Uzza.
"Ne voyez-vous pas comment ceux qui ont reçu une part de l'Écriture croient [évidemment] maintenant aux idoles et aux puissances mauvaises? (Taghut) Ils disent des mécréants: 'Ils sont plus correctement guidés que les croyants.
- Coran, sourate 4 (An-Nisa), ayat 51,
Cela fait référence à un événement réel au cours duquel un groupe de Mecquois incrédules est allé voir deux personnalités juives éminentes pour obtenir des conseils sur la vérité des enseignements de Muhammad et on leur a dit que les païens étaient plus correctement guidés que les musulmans.
"Est-ce que vous [le Prophète] ne voyez pas ceux qui prétendent croire en ce qui vous a été envoyé, et en ce qui a été envoyé avant vous, mais qui veulent toujours se tourner vers des tyrans injustes pour le jugement, bien qu'ils aient reçu l'ordre de les rejeter "Satan veut les égarer loin."
- Coran, sourate 4 (An-Nisa), ayat 60
Le taghut arabe est interprété de diverses manières pour désigner des idoles, un tyran spécifique, un oracle ou un adversaire du prophète.
"Les croyants combattent pour la cause de Dieu, tandis que ceux qui rejettent la foi combattent pour une cause injuste (taghut). Combattez les alliés de Satan: les stratégies de Satan sont vraiment faibles."
- Coran, sourate 4 (An-Nisa), ayat 76
Encore une fois, ce terme taghut a été utilisé ici pour désigner un démon adoré par les Qurayshites.
"Il n'y a pas de contrainte dans la religion: la vraie guidance est devenue distincte de l'erreur, donc quiconque rejette (taghut) les faux dieux et croit en Dieu a saisi la plus ferme prise, celle qui ne se brisera jamais. Dieu entend tout, sachant tout.
Allah est le défenseur de ceux qui ont la foi : Il les fait sortir des ténèbres à la lumière. Quant à ceux qui ne croient pas, ils ont pour défenseurs les Rebelles (Tâghût), qui les font sortir de la lumière aux ténèbres. Voilà les gens du Feu, où ils demeurent éternellement."
- Coran, sourate 2 (Al-Baqara), ayat 256-257,

Ce terme est également désigné dans un verset où ceux qui ont suivi le Taghût ont été transformés en singes et en porcs :
Sourate 5 (Al-Ma'ida - La Table Servie) Verset 60 : - Dis : "Puis-je vous informer de ce qu'il y a de pire, en fait de rétribution auprès de Dieu ? Celui que Dieu a maudit, celui qui a encouru Sa colère, et ceux dont Il a fait des singes, des porcs, et de même, celui qui a adoré le Taghut, ceux-là ont la pire des places et sont les plus égarés du chemin droit".

Le Taghût est également désigné comme un commandement des messagers pour leur communauté, en le désignant comme un mauvais chemin : 
Sourate 16 (An-Nahl - Les Abeilles) Verset 36 : Nous avons envoyé dans chaque communauté un Messager, [pour leur dire] : "Adorez Allah et écartez-vous du Taghût". Alors Allah en guida certains, mais il y en eut qui ont été destinés a l'égarement. Parcourez donc la terre, et regardez quelle fut la fin de ceux qui traitaient [Nos messagers] de menteurs.

C'est également une bonne chose que les gens s'écarte du Taghût, car il est vu comme similaire à de l'association (shirk), et que s'en écarter nous rapproche du paradis : 
Sourate 39 (Les groupes  - Az-Zumar) Verset  17 - Et à ceux qui s'écartent des Tagut pour ne pas les adorer, tandis qu'ils reviennent à Dieu, à eux la bonne nouvelle! Annonce la bonne nouvelle à Mes serviteurs

Dans un sens dérivé, le Taghût est une transgression grave : 
Sourate 6 (Les bestiaux - Al-An'am) Verset 110 - Parce qu'ils n'ont pas cru la première fois, nous détournerons leurs cœurs et leurs yeux ; nous les laisserons marcher aveuglément dans leur rébellion (transgression).

## Voir également
- Efrit
- Djinn
- Munafiq
- Mu'min
- Shirk
- Tawhid

## Remarques
Dans le Coran, ce mot trouve sa racine dans plus de 35 versets à travers 26 sourates différentes (voir de la sourate 2 jusqu'à la 96).